# 村澤明伸
村澤 明伸（むらさわ あきのぶ、1991年3月28日 - ）は、長野県塩尻市出身の陸上競技選手。専門は長距離種目。佐久長聖高等学校、東海大学体育学部卒業。SGホールディングス所属。

## 人物・経歴
入学した楢川中学校には陸上部が存在せずサッカー部に所属していたが、兄の影響を受けて2年生から陸上競技を始めた。高校は、兄と同じ地元の高校ではなく、長距離走の名門佐久長聖高校に進学した。佐久長聖高校では両角速監督の下、インターハイ・国体などで活躍。2008年には世界ジュニア5000mの日本代表に選出され12位の成績を残した。また、千葉国際クロスカントリー大会・福岡国際クロスカントリー大会で好成績を残し、2008年英国・エディンバラ、2009年ヨルダン・アンマンで開催された世界クロスカントリー選手権ジュニア日本代表に選ばれた。
全国高等学校駅伝競走大会や全国都道府県対抗男子駅伝など駅伝においても好成績を残した。全国都道府県対抗駅伝では高校の先輩であり憧れの選手であった上野裕一郎・佐藤悠基らと共に長野県代表として出場、2008年・2009年には区間賞を獲得し優勝に貢献。2008年の全国男子高校駅伝3区では、仙台育英高校の留学生で2007年・2008年のインターハイ5000m覇者ポール・クイラ を相手に食い下がると、31秒差の区間2位となる23分38秒の歴代日本人最高記録で走破し佐久長聖高校の初優勝に大きく貢献した。
2009年に東海大学に進学した後はインカレなどに出場し、宇賀地強と共にユニバーシアード（セルビア・ベオグラード）の5000m代表に選出された。日本インカレ10000mでは、留学生であるオンディバ・コスマス（山梨学院大学）やガンドゥ・ベンジャミン（日本大学）らを抑え、ギタウ・ダニエルに続く2位入賞を果たした。また第86回箱根駅伝予選会では20kmを59分08秒で走り1年生ながら個人1位となり、東海大学は9位で予選会通過を果たした。第41回全日本大学駅伝では2区を走り区間2位。なお、陸上を始めるきっかけとなった兄は信州大学の選手として2区で出走しており、兄弟対決ともなった。
2010年第86回箱根駅伝では2区を走り、14番手から4番手へと順位を上げる10人抜きでダニエルにつぐ区間2位。1時間08分08秒の記録を残した。第15回全国都道府県対抗男子駅伝では長野代表として3区に出場。道中は柏原らと並走、大西智也（岐阜）に次ぐ区間2位の24分17秒で走りで3人を抜き、先頭で4区へとタスキをつなげた。5月第89回関東学生陸上競技対校選手権大会5000mで3位となり、6月第94回日本陸上競技選手権大会5000mに出場し8位入賞の成績を残した。7月24日、カナダ・モンクトンで開催された世界ジュニア陸上競技選手権大会5000mに出場し、13分59秒66の記録で8位に入った。
2010年9月の日本インカレでは10000mに出場し、レース終盤で右足を捻挫しながらも2位に入った。故障からの復調途上での出場になった11月の第42回全日本大学駅伝対校選手権大会では8区を走り、順位を4つ上げる走りで東海大学のシード権獲得に貢献した。2011年の第87回箱根駅伝では2区に出場して最後方20番手で襷を受けると、鎧坂哲哉やジョン・マイナ（拓殖大学）ら17人を抜きさる走りで順位を3位まで押し上げ、前年の全日本大学駅伝で抜かれたベンジャミンを抑え2区歴代4位となる1時間06分52秒を記録して区間賞を獲得した。東海大学の総合4位に寄与して金栗四三杯を獲得した。
第16回全国都道府県対抗男子駅伝では、前年に続き長野県代表の3区に出場した。襷を受けた時点の26位から一時トップに立つなど24人を抜き2位まで順位を上げて4区に繋いだ。ただ一人3区を23分台で走破し、区間賞と共に優秀選手賞を獲得した。
2011年4月の第59回兵庫リレーカーニバルでは28分00秒78を記録した。6月の第95回日本選手権10000mでは宇賀地強と先頭集団を引く形でレースを進め残り2周すぎにスパートを仕掛ける走りを見せた。最後は佐藤悠基にかわされたが2位に入り、アジア陸上競技選手権大会の日本代表に選出された。7月のアジア陸上競技選手権大会10000mには宇賀地とともに出場し、バーレーンのハサン・マハブーブらを相手に積極的に先頭を競って戦いを進め、3位に入った。2012年の第88回箱根駅伝では3年連続となる2区を担当。過去2年間のような他を圧倒するごぼう抜きは見られず、逆に区間賞を獲得した青山学院大学のエース出岐雄大に抜かれてしまった。それでも村澤も5人を抜き、区間3位でまとめている。
2012年4月のカージナル招待で10000m27分50秒59の自己ベストをマーク。しかし、その後は調子が上がらず関東インカレや日本選手権でも思うような実績はあげられていない。主将でありながら、ケガでチームを離れている期間も長く、その間は同学年の早川翼がチームを引っ張った。結局、最後の箱根駅伝を目指す第89回箱根駅伝予選会にも出場することができず、大エース村澤を欠いた東海大学は本選出場を逃した。そして、予選会を走らなかった村澤は関東学連選抜のメンバーにも選ばれることはなく、村澤の大学での競技生活は思わぬ形で終幕を迎えることになってしまった。しかし、2013年の箱根駅伝本選では、関東学連選抜のメンバーとして2区を走ったチームメイト早川翼の給水係を自ら志願し、4年目はわずか80mほどではあったが(それでも早川が何度もボトルを口にし、なかなか村澤に返そうとしなかったため給水係の併走としては長いものであった。)、4年連続で箱根駅伝の2区を走った。自衛隊体育学校に進んだ競歩選手の勝木隼人は大学のチームメイト。
大学卒業後、高校時代の同級生である佐々木寛文とともに日清食品グループに入社。しかし、大学4年時からの不調を引きずり、日本選手権や国際大会といった大舞台から離れていった。それでも、社会人2年目の2014年東日本実業団対抗駅伝競走大会では7区を走り区間賞を獲得(区間記録保持)、本戦となる2015年全日本実業団対抗駅伝競走大会では最長区間で各チームのエースが集う4区を任せられた。村澤は先頭で高校・大学の先輩でもある主将の佐藤悠基からタスキを受け取ったが、序盤に勢いのある社会人1年目のルーキー・トヨタ自動車の窪田忍とコニカミノルタの設楽啓太に追い抜かれてしまった。しかし、一度は15秒以上両者から離れてしまったものの、高林交差点を左折後、向かい風を受ける形になる終盤で徐々に差を詰めていき、最終的に先頭の設楽と6秒差、2番手の窪田と2秒差の3番でタスキをつなぎ、持ち前のタフさと健在ぶりをアピールした。
2015年の第99回日本選手権では、3年ぶりに10000mに出場し、東海大学時代のチームメイト早川の4位に次ぐ5位でゴールした。
2017年3月の第72回びわ湖毎日マラソン（同年8月開催・世界陸上ロンドン大会選考レース）へ、一般参加選手として初マラソンに挑戦。レース前半は5Km毎のラップタイムが14・15分台のハイペースへ果敢についていき、25Km地点では一時日本人の単独首位となる。しかしその直後にアフリカ勢の優勝争いからは脱落となり、35Km過ぎで佐々木悟（旭化成・日本人トップの総合4位）に抜かれると、其処からは大幅にペースダウン。次々と後続の選手に追い抜かれ、35～40Kmのラップは20分台に迄落ちてしまう。辛うじて完走こそしたがゴール地点では完全に力尽き倒れ込み、結局総合28位に終わった。
2017年8月、北海道マラソンに出場して2時間14分48秒のタイムで優勝し、2020年東京オリンピックのマラソン代表選考会の出場権を獲得した。
2021年3月31日付で日清食品グループ陸上競技部が活動休止になり、4月1日付でSGホールディングスに移籍した。

## 主な戦績
| 年   | 大会                                 | 種目           | 順位 | 記録          | 備考      |
| ---- | ------------------------------------ | -------------- | ---- | ------------- | --------- |
| 2007 | 平成19年度全国高等学校総合体育大会   | 5000m          | 6位  | 14分17秒77    |           |
| 2007 | 第5回世界ユース陸上競技選手権大会    | 3000m          | 13位 | 8分38秒83     |           |
| 2007 | 第62回国民体育大会                   | 5000m          | 5位  | 14分16秒76    | 少年男子A |
| 2008 | 第36回世界クロスカントリー選手権     | ジュニア       | 37位 | 24分36秒      | 8 km      |
| 2008 | 第36回世界ジュニア陸上競技選手権大会 | 5000m          | 12位 | 13分58秒57    |           |
| 2008 | 平成20年度全国高等学校総合体育大会   | 5000m          | 6位  | 14分04秒53    |           |
| 2008 | 第63回国民体育大会                   | 10000m         | 2位  | 29分03秒01    | 少年男子A |
| 2009 | 第37回世界クロスカントリー選手権     | ジュニア       | 27位 | 24分46秒      | 8 km      |
| 2009 | 第88回関東学生陸上競技対校選手権大会 | 5000m          | 6位  | 13分50秒85    |           |
| 2009 | 第25回ユニバーシアード               | 5000m          | 予選 | 14分08秒31    | 1組8着    |
| 2009 | 第78回日本学生陸上競技対校選手権大会 | 10000m         | 2位  | 28分44秒23    | 日本人1位 |
| 2009 | 第78回日本学生陸上競技対校選手権大会 | 5000m          | 5位  | 13分58秒51    |           |
| 2009 | 第86回箱根駅伝予選会                 | 20.0 km        | 1位  | 59分08秒      |           |
| 2010 | 第38回世界クロスカントリー選手権     | ジュニア       | 28位 | 23分29秒      | 8 km      |
| 2010 | 第89回関東学生陸上競技対校選手権大会 | 5000m          | 3位  | 13分39秒65    |           |
| 2010 | 第94回日本陸上競技選手権大会         | 5000m          | 8位  | 13分46秒81    |           |
| 2010 | 第13回世界ジュニア陸上競技選手権大会 | 5000m          | 8位  | 13分59秒66    |           |
| 2010 | 第79回日本学生陸上競技対校選手権大会 | 10000m         | 2位  | 28分45秒16    | 日本人1位 |
| 2011 | 第25回福岡国際クロスカントリー大会   | 10000m         | 4位  | 28分58秒      |           |
| 2011 | 第90回関東学生陸上競技対校選手権大会 | 5000m          | 2位  | 13分49秒91    |           |
| 2011 | 第95回日本陸上競技選手権大会         | 10000m         | 2位  | 28分15秒63    |           |
| 2011 | 第19回アジア陸上競技選手権大会       | 10000m         | 3位  | 28分40秒63    |           |
| 2015 | 第99回日本陸上競技選手権大会         | 10000m         | 5位  | 28分39秒39    |           |
| 2016 | 第100回日本陸上競技選手権大会        | 10000m         | 8位  | 28分29秒10    |           |
| 2018 | ゴールデンゲームズinのべおか         | 10000m         | 6位  | 28分46秒60    |           |
| 2019 | 高橋尚子杯ぎふ清流ハーフマラソン     | ハーフマラソン | 26位 | 1時間04分32秒 |           |

### マラソン戦績
| 年   | 大会                               | 順位 | 記録          | 備考                                       |
| ---- | ---------------------------------- | ---- | ------------- | ------------------------------------------ |
| 2017 | 第72回びわ湖毎日マラソン           | 28位 | 2時間17分51秒 | 初マラソン・世界陸上ロンドン大会選考レース |
| 2017 | 北海道マラソン2017                 | 優勝 | 2時間14分48秒 | MGC出場権獲得                              |
| 2018 | 東京マラソン2018                   | 14位 | 2時間09分47秒 |                                            |
| 2018 | フランクフルトマラソン             | 18位 | 2時間15分41秒 |                                            |
| 2019 | マラソングランドチャンピオンシップ | 21位 | 2時間19分52秒 |                                            |

### 駅伝戦績
| 年                    | 大会                                         | 区間 | 距離      | 順位     | 記録          | 備考                |
| --------------------- | -------------------------------------------- | ---- | --------- | -------- | ------------- | ------------------- |
| 2006                  | 第57回全国高等学校駅伝競走大会               | 5区  | 3.0 km    | 区間3位  | 8分55秒       |                     |
| 2007                  | 第58回全国高等学校駅伝競走大会               | 1区  | 10.0 km   | 区間4位  | 29分46秒      |                     |
| 2008                  | 第13回天皇盃全国都道府県対抗男子駅伝競走大会 | 5区  | 8.5 km    | 区間賞   | 24分41秒      |                     |
| 2008                  | 第59回全国高等学校駅伝競走大会               | 3区  | 8.1075 km | 区間2位  | 23分38秒      | 歴代日本人最高      |
| 2009                  | 第14回全国都道府県対抗男子駅伝競走大会       | 5区  | 8.5 km    | 区間賞   | 23分55秒      | 区間新記録          |
| 2009                  | 第41回全日本大学駅伝対校選手権大会           | 2区  | 13.2 km   | 区間2位  | 38分25秒      |                     |
| 2010                  | 第86回東京箱根間往復大学駅伝競走             | 2区  | 23.2 km   | 区間2位  | 1時間08分08秒 | 10人抜き, 日本人1位 |
| 2010                  | 第15回全国都道府県対抗男子駅伝競走大会       | 3区  | 8.5 km    | 区間2位  | 24分17秒      |                     |
| 2010                  | 第42回全日本大学駅伝対校選手権大会           | 8区  | 19.8 km   | 区間2位  | 57分47秒      | 4人抜き             |
| 2011                  | 第87回東京箱根間往復大学駅伝競走             | 2区  | 23.2 km   | 区間賞   | 1時間06分52秒 | 17人抜き            |
| 2011                  | 第16回全国都道府県対抗男子駅伝競走大会       | 3区  | 8.5 km    | 区間賞   | 23分48秒      | 24人抜き            |
| 2011                  | 第23回出雲全日本大学選抜駅伝競走             | 6区  | 10.2 km   | 区間2位  | 29分40秒      |                     |
| 2011                  | 第43回全日本大学駅伝対校選手権大会           | 8区  | 19.7 km   | 区間4位  | 59分10秒      |                     |
| 2012                  | 第88回東京箱根間往復大学駅伝競走             | 2区  | 23.2 km   | 区間3位  | 1時間8分14秒  | 4人抜き             |
| 2014                  | 第58回全日本実業団対抗駅伝競走大会           | 3区  | 13.6 km   | 区間6位  | 39分09秒      |                     |
| 2014                  | 第55回東日本実業団対抗駅伝競走大会           | 7区  | 13.5 km   | 区間賞   | 40分26秒      |                     |
| 2015                  | 第59回全日本実業団対抗駅伝競走大会           | 4区  | 22.0 km   | 区間5位  | 1時間03分33秒 |                     |
| 2016                  | 第60回全日本実業団対抗駅伝競走大会           | 4区  | 22.0 km   | 区間4位  | 1時間03分25秒 |                     |
| 2017                  | 第61回全日本実業団対抗駅伝競走大会           | 4区  | 22.0 km   | 区間6位  | 1時間03分28秒 |                     |
| 2018                  | 第62回全日本実業団対抗駅伝競走大会           | 4区  | 22.4 km   | 区間12位 | 1時間06分29秒 |                     |
| 2019                  | 第63回全日本実業団対抗駅伝競走大会           | 3区  | 13.6 km   | 区間34位 | 40分25秒      |                     |
| ※歴代記録は当時の記録 |                                              |      |           |          |               |                     |

## 自己記録
| 種目     | 記録          | 日付          | 大会                                | 備考 |
| -------- | ------------- | ------------- | ----------------------------------- | ---- |
| 1500m    | 3分49秒26     | 2012年4月7日  | 東海大・日大対校戦                  |      |
| 5000m    | 13分34秒85    | 2011年9月13日 | Palio della Quercia                 |      |
| 10000m   | 27分50秒59    | 2012年4月29日 | Payton Jordan Cardinal Invitational |      |
| マラソン | 2時間09分47秒 | 2018年2月25日 | 東京マラソン2018                    |      |